# Strop
Strop je del stavbe oziroma stavbni člen, ki prekriva posamezne prostore od zgoraj. Površina stropa pokriva posamezne prostore in predstavlja njihovo zgornjo mejo. Tipi stropov se ločijo glede na način premoščanja razpona med podporami. Npr. kasetiran strop, spuščeni strop, obokani strop, itd. Stropi so bili v preteklih obdobjih pogosto okrašeni s freskami.

## Zgodovina in razvoj
Stropi so razvrščeni glede na njihov videz, material ali konstrukcijo. Poznamo ravne strope, ko prostor prekriva horizontalna ploskev. Če je preko prostora položena ukrivljena ploskev, je to primer oboka, kadar pa je sferično ukrivljena, pa govorimo o kupoli. Material je lahko les, kamen, beton, jeklo ali kombinacija teh.
Raven strop je bil najprej narejen iz lesenih nosilcev, ki so lahko primarni in so položeni v eni smeri, položeni v dveh smereh pa tvorijo kasetiran strop. Take strope so poznali že v stari Perziji in so bili značilni za velike sprejemne dvorane imenovane apadana. Primer je Darejeva palača v Perzepolisu.
Različne tipe stropov so poznali že v antiki. Kasetirani stropi so pokrivali stebrišča templjev in so bili zgrajeni iz kamna. Primer Hefajstovega templja v Atenah kaže, da je bila velikost kaset podrejena velikosti kamnitih arhitravov.
Za rimsko arhitekturo je bila značilna uporaba obokov in manj kasetiran strop. Rimski templji so bili večinoma prekriti z lesenimi kasetiranimi stropi preden se je uveljavil obok.
Posnemanje antičnih zgledov je bila značilnost tudi v renesansi in baroku. Zaznati ga je mogoče predvsem pri rekonstruiranju starejših cerkva, ki so imele prostor odprt do ostrešja in so ga ob obnovi zaprli s kasetiranim stropom. Ti so pogosto ohranjeni do danes. Znane rimske cerkve so bazilika Sv. Marije Velike, cerkev sv. Klemena in Lateranska bazilika. Kasetiran strop je uporabil tudi Brunelleschi v cerkvi Sv. Lorenza v Firencah.
V baroku se je pojavil iluzionizem, ki je z ustrezno poslikavo stropa, le-tega podaljšal oziroma odprl v nebo.
Sodobni materiali, zahteve po izolativnosti, pred zunanjimi vplivi in razvoj inženirske stroke, je omogočil najrazličnejše rešitve.
Obešen strop je tisti, pri katerem je končna površina konstruirana kjerkoli pod nosilno konstrukcijo stropa. Ta izvedba je lahko samo zaradi estetskega izgleda ali zaradi doseganja želene višine stropa pri pretirano visokih konstrukcijah. Pogosto pa spuščen strop zagotavlja prostor za različne inštalacije in prezračevalne kanale Pogosto se spuščeni stropi uporabljajo za dušenje zvoka.

## Izgled
Stropi so pogosto okrašeni s freskami, mozaik ploščicami, štukaturami ali kako drugače površinsko obdelani. Okrašen strop ima to prednost, da je v veliki meri zaščiten pred poškodbami od dotikanja in prahu. V preteklosti so bili zelo izpostavljeni tudi dimu od sveč ali kaminov, kar je zahtevalo čiščenje in obnavljanje
Danes so stropi pogosto prekriti z mavčnimi ploščami in podobnimi gradbenimi materiali.
Številne zgodovinske stavbe imajo slavne strope. Morda najbolj znan je strop Sikstinske kapele, ki jo je poslikal Michelangelo.

## Galerija
- Poslikan strop, "Icarus", Rainer Maria Latzke (okoli. 1986), Chateau Thal, Belgija
- Strop v katedrali v Wellsu, Anglija
- Razpotegnjen strop
- Strop v mošeji Lotfollah, Isfahan, Iran
- Poslikan strop v opatiji Einsiedeln v Švici
- Močno dekoriran strop v mavrskem slogu v Agadirju, Maroko
- Rekonstrukcija romanskega spuščenega stropa v Imperial palace iz okoli leta 306 v Trierju
- Strop v United States Library of Congress
- Strop Sikstinske kapele v baziliki sv. Petra v Rimu
- Obešen strop med konstrukcijo in prostorom za razsvetljavo